# 이준용 (1938년)
이준용(李埈鎔, 서울특별시, 1938년 7월 9일 ~ )은 대한민국의 기업인, 경영인으로 대림산업의 사장과 대림그룹의 회장을 거쳐서 현재는 명예회장이다. 그밖에 전경련, 새마을운동중앙회 등에서도 활동했으며, IMF 외환위기 이후 2선에서 은퇴하였다. 이준용 명예회장의 아들인 이해욱이 2011년에 대림산업의 대표이사로 취임하면서 본격적인 3세 경영인 체제로 돌입하였다. 1995년 4월 대구지하철참사 수습을 위해 당시 대기업 가운데 최고액인 20억원을 기부했다. 2015년 9월 17일 통일나눔펀드에 약 2,000억원에 달하는 자신의 전 재산을 기부하기로 약속했다.

## 약력

### 학력
- 덴버 대학교 대학원 경제학 석사
- 서울대학교 경제학과
- 경기고등학교

### 경력
- 대림산업 사장
- 대림산업 회장
- 1981년 10월 새마을운동중앙본부 서울시지부 지부장
- 1993년 대림그룹 회장[2]
- 1994년 4월 - 1997년 3월 한국기업세미나협의회 부회장
- 1998년 3월 - 2001년 2월 대림산업 대표이사 겸 회장
- 1999년 전국경제인연합회SOC위원회 위원장
- IMF 외환위기로 은퇴
- 2001년 대림산업 명예회장
- 한미우호협회 이사장
- 한미우호협회 고문
- 대림그룹 명예회장

## 상훈
- 1984년 금탑산업훈장
- 1984년 해외건설수출50억불탑 수상

## 가족 관계
- 아버지 이재준(李載濬, 1917년 7월 30일 - 1995년, DL그룹 창업주)
- 어머니 박영복(1921년 1월 7일 - )
  - 부인 한경진(1940년 5월 27일 - )
    - 장녀 이진숙(1966년 8월 12일 - )
    - 장남 이해욱(1968년 2월 14일 - , DL이앤씨 전무와 부회장 등 역임)
    - 자부 김선혜, LG그룹 창업주 구인회의 외손녀
      - 1녀 이지원 (1999 ~ )
      - 1남 이동훈 (2001 ~ )
      - 2녀 이지희 (2004 ~ )

    - 차남 이해승(李海承, 1969년 5월 29일 - )
    - 자부 김경애
    - 삼남 이해창(1971년 1월 7일 - )
    - 자부 최영윤, 삼환기업 회장 최용권의 딸
    - 차녀 이진수(1972년 3월 29일)

  - 사돈 최용권, 삼환기업 회장
  - 사돈 김화중

## 같이 보기
- 전경련
- 구인회
- 구자경
- 구평회
- 구훤미
- 김용관
- 김화중
- 이해준
- 이해욱
- 이준용